# Saxifraga gemmulosa
Saxifraga gemmulosa är en stenbräckeväxtart som beskrevs av Pierre Edmond Boissier. Saxifraga gemmulosa ingår i Bräckesläktet som ingår i familjen stenbräckeväxter. Inga underarter finns listade i Catalogue of Life.